# Poul Nielson
Poul Nielson, född 11 april 1943 i Köpenhamn, är en dansk politiker.
Nielson har varit ledamot av Folketinget för Socialdemokraterne, FN-ambassadör, energiminister 1979-1982 i Anker Jørgensens regering och biståndsminister 1994-1999 i Poul Nyrup Rasmussens regering. Han var därefter EU-kommissionär och ansvarig för biståndsfrågor i Prodi-kommissionen 1999-2004.
Nielson är statsvetare med examen från Aarhus universitet.
I april 2015 fick Poul Nielson i uppdrag av Nordiska Ministerrådet att göra en utredning om hur det nordiska samarbetet inom arbetslivssektorn kan förstärkas.